# اس‌ام یوسی-۲۵
اس‌ام یوسی-۲۵ (به انگلیسی: SM UC-25) یک زیردریایی است که طول آن ۱۶۲ فوت ۳ اینچ (۴۹٫۴۵ متر) می‌باشد. این زیردریایی در سال ۱۹۱۶ ساخته شد.